# Clarence Gaines
Clarence Edward Gaines, (nacido el 21 de mayo de 1923 en Paducah, Kentucky y fallecido el 18 de abril de 2005 en Winston-Salem, Carolina del Norte) fue un entrenador de baloncesto estadounidense que ejerció durante 47 años en la NCAA en un mismo equipo, el de la Universidad de Winston-Salem State.

## Trayectoria
- Universidad de Winston-Salem State (1946-1993)